# Autophila
Autophila is een geslacht van vlinders van de familie spinneruilen (Erebidae).

## Soorten
- A. anaphanes Boursin, 1940
- A. ankara Swinhoe, 1900
- A. asiatica (Staudinger, 1888)
- A. banghaasi Boursin, 1940
- A. cataphanes (Hübner, 1813)
- A. cerealis (Staudinger, 1871)
- A. cymaenotaenia Boursin, 1940
- A. chamaephanes Boursin, 1940
- A. depressa Püngeler, 1914
- A. dilucida (Hübner, 1808)
- A. einsleri Amsel, 1935
- A. eremocharis Boursin, 1940
- A. eremochroa Boursin, 1940
- A. eurytaenia Boursin, 1963
- A. gracilis Staudinger, 1874
- A. himalayica Hampson, 1894
- A. hirsuta (Staudinger, 1870)
- A. horrida Boursin, 1955
- A. inconspicua Butler, 1889
- A. lia Püngeler, 1906
- A. libanotica (Staudinger, 1901)
- A. ligaminosa (Eversmann, 1851)
- A. limbata (Staudinger, 1871)
- A. luxuriosa Zerny, 1933

- A. magnifica Boursin, 1963
- A. maura (Staudinger, 1888)
- A. monstruosa Boursin, 1968
- A. myriospea Boursin, 1940
- A. obscurata Staudinger, 1901
- A. osthelderi Boursin, 1940
- A. parnassicola Draudt, 1936
- A. pauli Boursin, 1940
- A. plattneri Boursin, 1955
- A. rosea (Staudinger, 1888)
- A. sinesafida Wiltshire, 1952
- A. submarginata Warren, 1911
- A. tancrei Boursin, 1940
- A. tetrastigma Boursin, 1940
- A. umbrifera Kollar, 1848
- A. vespertalis Staudinger, 1896